# قلعة نورمبرغ

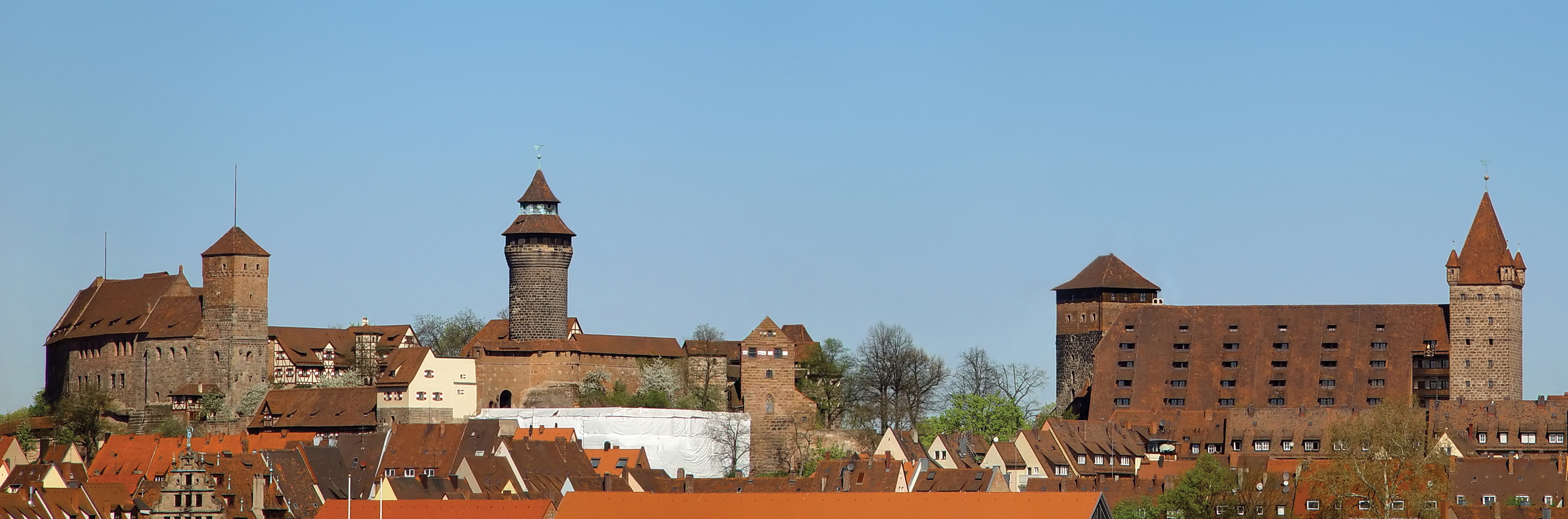
قلعة نورمبرغ: بالا ، القصر الإمبراطوري، برج هيثينز على اليسار - برج سينويل في اليسار الأوسط - برج الخماسي، إمبراطورية إسبلاتس وبرج لوجينسلاند على اليمين

قلعة نورمبرغ ( (بالألمانية: Nürnberger Burg)‏) هي مجموعة من المباني المحصنة التي تعود للقرون الوسطى على سلسلة من التلال الحجرية التي تهيمن على المركز التاريخي لمدينة نورمبرغ في بافاريا، ألمانيا.
تعتبر القلعة، بالإضافة إلى أسوار المدينة، واحدة من تحصينات العصور الوسطى الهائلة في أوروبا. مثلت قوة وأهمية الإمبراطورية الرومانية المقدسة والدور البارز لمدينة نورمبرغ الإمبراطورية.

## التاريخ

### العصر الحديث
في هذا الوقت، في الفترة من 1538 إلى 1545، تم بناء الحصون على الجانب الشمالي من القلعة لحمايتها بشكل أفضل من المدفعية المحسنة، وتم دمج القلعة في التحصينات المتجددة والمحسنة للمدينة. تم تصميم التحصينات الجديدة بواسطة المهندس العسكري المالطي أنطونيو فالزون.
في الثلاثينيات، تدهورت الفن والعمارة في القرن التاسع عشر. خلال الرايخ الثالث، قام رودولف إستيرر، مدير الإدارة البافارية للقصور المملوكة للدولة والحدائق والبحيرات، بإزالة معظم المنشآت السابقة وأعاد القلعة إلى ما كان يعتقد أنها حالتها الأصلية.
في الحرب العالمية الثانية، تعرضت القلعة لأضرار في 1944-1945، مع بقاء المصلى الإمبراطوري وبرج سينويل على حاله تمامًا. بعد الحرب، تم ترميم القلعة تحت إشراف رودولف إستير وجوليوس لينكي إلى شكلها التاريخي، بما في ذلك برج لوجينسلاند الذي تم تدميره بالكامل.
القلعة مملوكة لولاية بافاريا وتديرها الإدارة البافارية للقصور المملوكة للدولة والحدائق والبحيرات ( Bayerische Verwaltung der staatlichen Schlösser، Gärten und Seen ).